# Правило піку та кінця
Правило піку та кінця (англ. peak–end rule) — це теорія, яка описує як люди оцінюють минулий досвід з точки зору відчуттів. Такий процес є евристичним і спричиняє те, що людина оцінює досвід за його найбільш інтенсивним моментом (піком) та за його завершенням, а не за середнім від всіх моментів досвіду. Це відбувається незалежно від того, чи є пік приємним або навпаки, та незалежно від тривалості досвіду.

## Опис
Правило піку та кінця є розвитком моделі «знімків» пригадуваної корисності, що була запропонована Барбарою Фредеріксон та Деніелом Канеманом. Модель стверджує, що подія оцінюється не за всім досвідом, а за "типовими" елементами — «знімками»- в результаті дії репрезентативної евристики. Пригадувана цінність «знімків» домінує над фактичною цінністю досвіду. Тому Фредеріксон та Канеман мали змогу висунути теорію, що ці «знімки» насправді є середнім між моментом досвіду, найбільш інтенсивним за відчуттями, та відчуттям в кінці досвіду. А от вплив тривалості досвіду на його ретроспективну оцінку є дуже незначним. Фредеріксон та Канеман назвали цей феномен «відкидання тривалості».
Правило піку та кінця діє лише тоді, коли досвід має визначений початок та кінець.

## Дослідження та приклади
Дослідження 1993 року під назвою «Коли перевага віддається більшому болю: додавання кращого закінчення» («When more pain is preferred to less: Adding a better end»), здійснене Канеманом, Фредеріксон, Чарльзом Шрайбером та Дональдом Редельмаєром, надало докази існування правила піку та кінця. Учасники брали участь у двох версіях одного й того ж неприємного досвіду. Спочатку учасники повинні були занурити свою руку у воду температурою 14 °C на 60 секунд. У другій версії вони повинні були занурити свою іншу руку у воду температурою 14 °C на 60 секунд, але залишити її у воді на додаткові 30 секунд, коли температуру води підняли до 15 °C. Потім учасникам запропонували обрати, який варіант вони готові повторити. Всупереч закону часової монотонності, учасники були в більшій ступені готові повторити другий варіант, незважаючи на довший час перебування руки у некомфортній температурі. Автори експерименту зробили висновок, що «учасники обрали довший варіант лише тому, що їх згадка про нього була більш приємною, ніж про перший (або менш неприємною).»
Дослідження Канемана та Редельмаєра 1996 року вивчала оцінки пацієнтами таких неприємних процедур як колоноскопія та літотрипсія та порівнювала ці оцінки на основі спогадів з реальними даними. Вони побачили, що пацієнти регулярно оцінювали неприємність досвіду на основі моменту найбільшого болю (пік) та кінцевого моменту, і це спостерігалось незалежно від інтенсивності болю протягом всієї процедури.
Наступне дослідження Канемана, Редельмаєра та Джоела Каца підтвердило та розширило висновки дослідження 1996 року. Пацієнтів, які проходили процедуру колоноскопії, поділили випадковим чином на дві групи. В одній групі процедуру було продовжено на три хвилини, коли зонд було залишено в тілі пацієнта у спокої, що створювало неприємні, але не болісні відчуття. Друга група проходила процедуру за стандартним регламентом. Канеман та колеги виявили наступне: коли пацієнтів після процедури попросили оцінити їх досвід, пацієнти з більш тривалою процедурою оцінили її як менш неприємну, ніж ті, хто пройшов стандартну процедуру. Більш того, пацієнти з першої групи зі значно більшою ймовірністю були готові прийти на наступні процедури, оскільки менш болюче закінчення процедури дозволило їм оцінити її більш позитивно, ніж першій групі.

## Застосування

### Бізнес
Оскільки більшість відносин з клієнтами мають чітко визначений початок та кінець, вони підпадають під правило піку та кінця. Тому, більшість негативних моментів у спілкуванні з клієнтами може бути виправлено шляхом встановлення позитивних піку та кінця. Наприклад, цього можна досягнути програванням музики, яка подобається відвідувачам, надання безкоштовних зразків або найнявши працівника, який би відкривав двері клієнтам, коли вони виходять. Скотт Страттен сказав: «Справді гарний продавець, який допомагає у продажі, може при цьому стерти негативні моменти. І раптом клієнт забуває тривале очікування в черзі та погану музику в роздягальні».
Однак дослідження Талії Мірон-Шатц зазначає, що ретроспективна оцінка досвіду цілого дня не слідує правилу піку та кінця, тому його застосування для певних типів надання послуг клієнтам тривалістю приблизно в день (напр., перебування в готелі) є під сумнівом.

### Відпустки
У дослідженні 2008 року 49 студентів коледжу кожного дня на відпочинку, що тривав в середньому сім днів, надсилали текстові повідомлення з оцінкою свого задоволення попередніми 24 годинами. Після повернення з відпочинку їх попросили пригадати своє задоволення кожним днем поїздки та поїздкою в цілому. Тривалість відпочинку не мала ніякого впливу на оцінки після нього, а учасники не змогли пригадати своє задоволення кожним днем відпочинку. Студенти не пригадували окремі моменти відпочинку, а урівнювали
їх з загальним враженням. Крім того, усереднена оцінка задоволення під час відпустки була значно нижча пригадане задоволення, оскільки ефект піку та кінця змінює пригадування.
Незважаючи на це, з правила піку та кінця випливає, що люди повинні їздити у коротші відпустки, оскільки все, що вони пригадають після неї, буде найяскравіший момент відпустки (хороший чи поганий) та її закінчення, які в сумі займають дуже небагато часу.

### Медичні процедури
Правило піку та кінця особливо важливе для медичних процедур, оскільки воно стверджує, що краще мати довшу процедуру, яка має період зменшеного дискомфорту, ніж коротші процедури без такого періоду. Зокрема, «правило піку та кінця припускає, що бюлюча медична процедура викликатиме менш негативне ставлення, якщо припинення болю буле поступовим, а не раптовим». Більш того, якість пригадуваної процедури може значно впливати на медичне майбутнє — якщо люди згадуватимуть необхідні, але неприємні процедури більш позитивно, то вони з більшою ймовірністю погодяться на такі процедури далі в житті.
Однак, визначення впливу правила піку та кінця в оцінці медичних процедур є проблематичним, оскільки додання періоду болю, що поступово зменшується, це все одно додавання болю в цілому (кумулятивно). І навіть якщо результатом є дійсно кращі спогади про процес, пацієнт все одно терпить більше болю, ніж мінімально необхідно. Доктори та пацієнти вимушені стикатися з вибором між об'єктивно менш болючими формати лікування та формами лікування, які будуть згадуватися з меншим негативом. Канеман пише, що «можна стверджувати, що небагато пацієнтів погодяться піддати себе більшому обсягу болю, тільки щоб покращити свою пам'ять про процедуру».

### Бажаність життя
З правила піку та кінця може випливати, що якість життя сильно залежить від інтенсивності життя в цілому та на його завершенні, а не від якості життя як цілого. Тому вплив правила піку та кінця фактично викликає питання бажаності тривалого життя — оскільки довге життя майже завжди закінчується згасанням, воно може бути не найбільш бажаним результатом. Той факт, що люди надають перевагу гарному життю, яке закінчується раптово до того, як вони почнуть згасати — відомий як «ефект Джеймса Діна» — може означати, що спроби зробити людське життя вічним є принаймні непотрібними, або і шкідливими. Це також може означати, що установи, спеціально спрямовані на максимальне продовження життя, напр. будинки престарілих, можуть несвідомо сприяти погіршенню уявної (пригадуваної) якості життя.
З іншого боку слід зазначити, що правило піку та кінця може бути незастосовуваним до будь-яких рішень щодо завершення життя, оскільки це правило є евристичним процесом для оцінки минулого досвіду, що після смерті неможливо. Тому його застосування до життя в цілому може бути неправомірним.

## Критика
Критика правила піку та кінця як правило заснована на тому, що воно вміщує складну ментальну оцінку у спрощені рамки. Наприклад, правило піку та кінця погано передбачає цінність досвіду, який буде запам'ятовуваним. Перші враження, незвичний досвід або важливі думки можуть бути більш вагомі за позитивні чи негативні враження. Екстремальний вплив піків швидко знижується з часом, і «піки» згадуються як менш позитивні, а «падіння» як менш негативні. Епізодична пам'ять має тривалість лише декілька тижнів; через певний час «ментальний облік» переміщується до семантичної пам'яті, що спричиняє можливість переоцінки «кінця» та зменшення ваги «піку». Крім того, спогади, доступні для оцінки, можуть змінюватись з часом внаслідок ефекту згасання, пов'язаного з пам'яттю або різними цілями пригадування. Спрямованість цілі або початкові очікування також можуть вплинути на зважування піку та кінця, коли кінцю буде надано більше ваги, як моменту досягнення цілі. Крім того, Аріелі та Кармон висунули теорію, що оцінка минулих подій залежить від емоцій, які людина відчуває на час пригадування.